# Cratere Soddy
Soddy è un cratere lunare di 40,79 km situato nella parte nord-occidentale della faccia nascosta della Luna.